# Tubular Bells
Tubular Bells (укр. «Трубчасті дзвони») — дебютний студійний альбом англійського музиканта Майка Олдфілда, записаний ним у 19 років і виданий 1973 року британським лейблом Virgin Records, для якого цей альбом також став першим релізом. Альбом мав величезний успіх і розійшовся мільйонними накладами, тим самим заклавши фундамент подальшого розвитку Virgin Records.
Соло фортепіано, що відкриває альбом, стало саундтреком до блокбастеру, фільму Вільяма Фрідкіна «Той, що виганяє диявола» (вийшов того ж року) і через це здобуло значну ротацію.
Пізніше Девідом Бедфордом альбом було переписано під оркестр – версія «The Orchestral Tubular Bells». Сам альбом мав три сиквели в 1990-х: «Tubular Bells II» (1992), «Tubular Bells III» (1998) та «The Millennium Bell» (1999). Врешті решт, в 2003 році, до його 30-ї річниці, «Tubular Bells» було повністю перевидано під назвою «Tubular Bells 2003». Перевидання оригінального альбому з наново виконаним мастерингом та зведенням вийшло в червні 2009 року на Mercury Records, з бонусним матеріалом.
На церемонії відкриття літніх Олімпійських ігор 2012 року Олдфілд виконав уривки з «Tubular Bells», які стали музичним супроводом до дійства про Національну службу охорони здоров’я Великої Британії (National Health Service (NHS)). Це виконання увійшло до офіційного альбому саундтреків літніх Олімпійських ігор 2012 року – «Isles of Wonder».

## Перелік композицій
Всі композиції написав Майк Олдфілд, за винятком «The Sailor's Hornpipe» (народна, переаранжована Майком Олдфілдом).
Оригінальне видання 1973 року:
Сторона А
1. «Tubular Bells, Part One» – 25:30

Сторона Б
1. «Tubular Bells, Part Two» – 23:20

## Учасники запису
Майк Олдфілд
Акустична гітара, бас-гітара, електрогітара, електронний орган (а саме органи Farfisa, Hammond та Lowrey), флажолет, гітари з фузз-ефектом, металофон, піаніно хонкі-тонк (модифіковане піаніно для досягнення ударнішого тембру звучання), мандоліна, піаніно, перкусія, іспанська гітара, литаври, трубчасті дзвони та вокал (включаючи спів «пілтдаунської людини»).
Додатковий персонал
- Стів Броутон (Steve Broughton) — перкусія
- Ліндсей Л. Купер (Lindsay L. Cooper) — контрабас
- Манді Елліс (Mundy Ellis) — вокал
- Джон Філд (Jon Field) — флейти
- Саллі Олдфілд (Sally Oldfield) — вокал
- Вів Стеншолл (Viv Stansholl) — церемоніймейстер
- студійний хор Manor (Саймон Хейворт, Том Ньюман, Майк Олдфілд)
- Тревор Кей (Trevor Key) – художнє оформлення

Виробництво
- Продюсери: Майк Олдфілд, Саймон Хейворт і Том Ньюман
- Запис та виготовлення: Саймон Хейворт і Том Ньюман
- Мастеринг: Саймон Хейворт

## Оформлення альбому
Дизайн обкладинки «Tubular Bells» розробив Тревер Кей, який продовжуватиме створювати обкладинки для багатьох альбомів Олдфілда. Це була композиційна робота – декілька фотографій накладено одну на одну. Зараз це роблять на комп’ютері, а в 1973-му вирізані зображення скріплювалися казеїновим клеєм. Трикутна форма дзвону спала на думку Олдфілду, коли він, під час запису альбому, граючи, зім’яв комплект трубчастих дзвонів. Щоб отримати гучніше звучання, Олдфілд використовував великі металеві молотки, хоча необхідно було дерев’яні молоточки. Врешті решт дзвони вигнулися, наштовхнувши Майка на ідею пошкодженого, зігнутого дзвона. Тревор Кей, експерт з фотографування металевих об’єктів, змайстрував «дзвін» з 1,5-дюймової труби (ймовірно хромованої). Потім, напевно, зробив фото у своїй студії, оскільки, якби він фотографував на вулиці, при такому ракурсі у дзвоні відображалося б небо. Якщо взяти обкладинку платівки і роздивитися зблизька, то можна побачити де саме вирізано (зроблено надзвичайно добре – Тревор Кей був майстром такої роботи). «Трубчастий дзвін» був вирізаний і наклеєний на одну з фотографій із зображенням пляжу – Том Ньюман вважає, що то був Гастінгс чи Істборн (обидва на півдні Англії), а Майк Олдфілд каже, що то Брайтон.
Зображення «зігнутого дзвону» з обкладинки ще також асоціюється з Олдфілдом через те, що він обрав його як логотип особистої музичної компанії «Oldfield Music, Ltd». Крім того це зображення було центральним і для наступних альбомів «Tubular Bells». «Tubular Bells» вийшов також і вініловою платівкою з вшитим зображенням (англ. vinyl picture disc), демонструючи зігнутий дзвін на тлі неба.
Обкладинка альбому «Tubular Bells» була серед десяти, обраних державною поштовою службою Великої Британії «Royal Mail» для збірки поштових марок «Класичні обкладинки альбомів», виданої 7 січня 2010 року. 

## Значення та вплив

### Virgin
Олдфілд звертався до багатьох інших, відомих лейблів звукозапису, але отримував відмову. Одна з причин – видавці вважали, що ця музика буде «неходовим товаром». Тоді Олдфілд дав прослухати свої демо-записи Тому Ньюману, який в той час працював в «The Manor», новій студії «Virgin». Ньюман відразу ж за них вчепився і врешті решт вмовив Річарда Бренсона, шефа «Virgin», дати Майку шанс і трохи часу в студії для запису альбому. Готовий «Tubular Bells» Бренсон намагався продати іншим компаніям звукозапису. Коли стало зрозуміло, що нікому він не потрібен, було вирішено видати альбом самостійно. Так дебютний альбом Олдфілда «Tubular Bells» став також і першим виданим альбомом для Virgin Records, а тому отримав каталоговий номер V2001 (хоча V2002 та V2003 вийшли того ж дня).

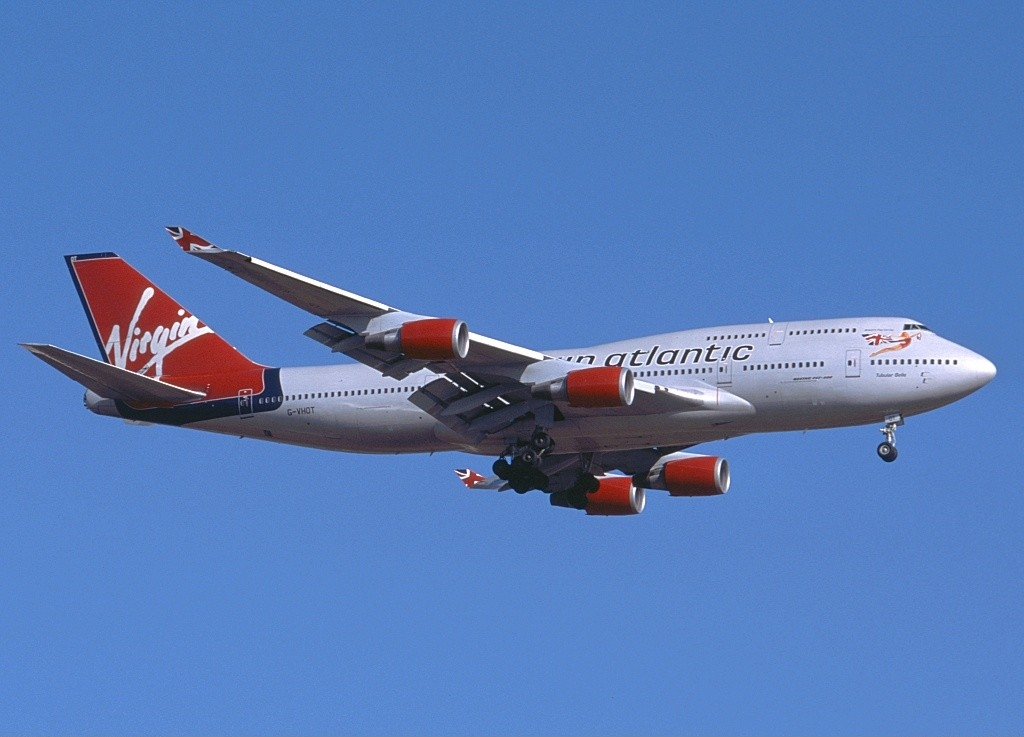
Боїнг 747-4Q8 G-VHOT «Tubular Belle»

«Virgin» перевидавала цей альбом декілька разів, включаючи випуск 2000 року у форматі HDCD та 2001 року у форматі SACD. Реліз HDCD супроводжувався буклетом, який підготував Девід Ленг (David Laing), а авторами буклету релізу SACD стали Філ Ньюелл (Phil Newell) та Саймон Хейворт.
Одному зі своїх перших літаків, Аеробусу А319-112 авіакомпанії «Virgin America», Річард Бренсон дав назву N527VA «Tubular Belle».  А ще раніше, в 1994 році, британська авіакомпанія Virgin Atlantic назвала свій Боїнг 747-4Q8 G-VHOT також «Tubular Belle». 
У 2008 році, коли закінчилася 35-річна угода між Олдфілдом та «Virgin Records», до нього повернулися права на твір, які він, в свою чергу, передав «Mercury Records». 15 квітня 2009 року «Mercury» сповістила про перехід до лейблу прав власності на Олдфілдові альбоми «Virgin Records» і перший альбом, «Tubular Bells», було перевидано вже в червні 2009-го. «Tubular Bells» перевидали в різних форматах, включаючи оригінальне видання вініловою платівкою, новий ремікс, видання 2-ма CD-дисками та у форматі DVD.

### Накладення
В «Tubular Bells» на більшості інструментів зіграв сам Майк Олдфілд, записуючи їх по черзі та накладаючи один на одний для досягнення остаточного звучання. Ця техніка характерна для багатьох його наступних альбомів. І хоча зараз в музичній індустрії вона застосовується досить часто, в часи створення «Tubular Bells» це було справжнім новаторством – більшість просто використовували одночасну гру декількох музикантів. Саме тому «Tubular Bells» вважають одним з альбомів, які змінили музику. 
А оригінальні демо Олдфілд зробив у своїй квартирі в Тоттенхемі (Лондон) на магнітофоні «Bang & Olufsen Beocord 1/4"», позичивши його у Кевіна Оєрса, лідера гурту «The Whole World», з якого Олдфілд щойно пішов. І хоча це був лише стереомагнітофон, Майку вдалося зробити багато записів різних інструментів (включаючи свої гітари, електричний орган та навіть пилосос матері, який він використовував, намагаючись досягти звучання волинки) на одній і тій же касеті, блокуючи за допомогою картону та липкої стрічки головку стирання.

### Цитування в інших роботах Олдфілда
«Tubular Bells» – альбом, який найбільше ототожнюється з Олдфілдом, і Майк кілька разів повертався до нього в своїх наступних роботах. Так вступ «Tubular Bells» явно простежується на початку першого треку альбому «Crises» і в композиції «Harbinger» альбому «Music of the Spheres». Також він цитується в пісні «Five Miles Out» однойменного альбому, ще однією особливістю якої є звучання «фірмового інструменту» Олдфілда – співу «пілтдаунської людини», що вперше прозвучав в «Tubular Bells».

### У масовій та популярній культурі
Вступна тема, обрана для фільму «Той, що виганяє диявола» (1973), надала запису широкого розголосу і презентувала роботу ширшій аудиторії. Разом з іншими численними творами Олдфілда її було використано в фільмі NASA 1979 року «The Space Movie». Її також «цитували» багато інших артистів, як, наприклад, Джанет Джексон у своїй пісні «The Velvet Rope».
Окрім того вступну тему «Tubular Bells» використовували і на телебаченні, а саме: в голландському дитячому серіалі «Bassie en Adriaan», епізоді «Привиди» серіалу Бі-Бі-Сі «Моя сім’я» (My Family) та епізоді «Полтергейст – Діпесто 3:0» серіалу «Детективне агентство «Місячне сяйво»». А також в 2002 році для телевізійної реклами автомобіля Volkswagen Golf Diesel. Та ще в низці фільмів: в 1974 році – «Чорне Різдво», в 1985-му – «Дивовижна наука» (Weird Science), в 2001-му – «Дуже страшне кіно 2» (в сцені-пародії на «Той, що виганяє диявола»), в 2002-му – «Майстер перевтілення» (The Master of Disguise) та в 2004-му – «Врятована!» (Saved!). Сам альбом також згадується в епізоді «Фатальний вибір» серіалу «Дурням щастить» (Only Fools and Horses), а обкладинка «Tubular Bells II» показана в кадрі.

## Запис
Обидві частини «Tubular Bells» були записані у період осінь 1972р. – весна 1973р.

Обкладинка альбому «Heaven's Open»

- Першу частину (Part one) було записано за тиждень на студії «The Manor Studio», яка належала засновнику «Virgin Records», Річарду Бренсону. Решту альбому записували в той час, коли студія була вільною, здебільшого пізно ввечері. Безпосередньо перед Олдфілдом тут записався Джон Кейл, а після нього розпочав роботу гурт «Bonzo Dog Doo-Dah Band». До речі, комплект трубчастих дзвонів з «Tubular Bells» – це той самий інструмент, що використовував і Джон Кейл. На прохання Олдфілда, після запису Кейла, прокатна компанія залишила його ще на деякий час в «Manor».
- Робоча назва Олдфілда для «Tubular Bells» – «Опус перший» (Opus One), Річард Бренсон мав на думці назвати альбом «Сніданок в ліжку» (Breakfast in Bed). Одним з можливих варіантів обкладинки для «Сніданку в ліжку» було зображення вареного яйця, з якого замість жовтка витікає кров. Така обкладинка, щоправда дещо видозмінена, врешті була надрукована та використана для останнього альбому Олдфілда на «Virgin» – «Heaven's Open». [2]
- Єдиною електрогітарою, використаною під час запису альбому, була світла Fender Telecaster 1966 року (серійний номер 180728), яка належала Марку Болану з T. Rex. Олдфілд доповнив її звукознімачем Білла Лоуренса (Bill Lawrence, розробник гітар) і після цього продав гітару, пожертвувавши отримані гроші благодійній організації «SANE», яка опікується психічно хворими людьми. Аукціон Bonhams цю гітару виставляв на продаж декілька разів: в 2007, 2008 та 2009 роках, оцінюючи її в 25-35 тис., 10-15 тис. та 8-12 тис. англійських фунтів стерлінгів відповідно. [7][8][9]
- За словами Олдфілда використання криків «пілтдаунської людини» спало на думку тоді, коли він вже практично закінчив записувати інструменти і відчув, що потрібно ще щось. Підживлена віскі ідея створення ефекту «пілтдаунської людини» полягала в кричанні та верещанні в мікрофон, при цьому плівка прокручувалася з підвищеною швидкістю. Таким чином, при відтворенні стрічки з нормальною швидкістю, тональність голосу була нижчою.

«В нього була ця страшна саморобна електронна коробка, повна жахливих транзисторів, обліплена фейдерами та ручками, яку він називав «Глорфіндел». Це був шматок фанери, заповнений мотлохом, до якого він міг підключати гітару і з цього інколи виходив звук. Часом те звучання було гарним, але в більшості випадків – жахливим».
- Для отримання прискореного звучання гітари запис виконували, просто прокручуючи плівку удвічі повільніше. Також, щоб створити фузз-ефект та ефект «волинки», Майк Олдфілд в деяких гітарних партіях використовував пристрій під назвою коробка Глорфіндела (Glorfindel box). Дерев’яний ящик з начинням зробив якийсь хіпі і подарував на одній з вечірок Девіду Бедфорду, а Бедфорд своєю чергою віддав його Олдфілду. Коробка була вкрай ненадійною в експлуатації і рідко коли двічі давала однаковий результат.
- Музиканти з гурту «Bonzo Dog Doo-Dah Band», що мав записуватися після Олдфілда, прийшли в студію раніше. Майк був трохи їхнім фаном, а тому попросив соліста, Віва Стеншолла, представити інструменти у фіналі першої частини. Вів, на зразок церемоніймейстера, називав по черзі інструменти і в ту мить, коли він вимовив: «плюс… трубчасті дзвони», Олдфілд вирішив, як саме назве свій альбом.[2]

В 1993 році було видано книгу «Створення Tubular Bells» (The Making of Tubular Bells).

### «Sailor's Hornpipe» та оригінальне закінчення
Пісні «Sailor's Hornpipe», записаній в 1973 році коді в кінці другої частини альбому, спочатку передувало довше і трохи дивне її виконання: на фоні пісні, що виконується на акустичних інструментах, чути гучні кроки, а Вів Стеншолл, вочевидь сп’янілий, проводить уявний тур студією «Manor». Як написано в буклеті вінілового бокс-сету, все це відбувалося о четвертій ранку, після того, як Олдфілд, Том Ньюман та Стеншолл добряче випили. Вони розмістили мікрофони в кімнатах «Manor», ввімкнули запис і вирушили в незапланований тур будинком.
З остаточної версії «Tubular Bells» це виконання було вирізано. Але, «в усій його чудовій дурості» (таку характеристику дав буклет), той запис можна почути в альбомі «Boxed», а також у виданні формату SACD (тільки багатоканальний трек). Його ж було включено і до перевидання «Tubular Bells» 2009-го року на «Mercury».

## Жарт про стерео-запис
На обкладинці альбому є гумористичні нотатки про стерео-запис. Під логотипом лейблу, на звороті, написано: «У славному стереофонічному звучанні», далі рядок: «В крайньому випадку може також прослуховуватись на моно-обладнанні». Є ще один напис унизу зліва на звороті – пародія на попередження про сумісність стерео-записів і моно-обладнання (або навпаки), які розміщували на старіших альбомах:
«Цей стерео-запис не може бути програний на старих бляшанках, незалежно від того, чим вони оснащені. Якщо у вас є подібне обладнання, будь ласка, віднесіть його до найближчої поліцейської дільниці.»
Знову попередження про використання обладнання для прослуховування з’явилися на обкладинках альбомів, коли на ринок вийшли квадрофонічні альбоми – на початку та до середини 1970-х. І коли «Tubular Bells» пізніше було перевидано в такому форматі, на американську партію дисків перенесли й інформацію про «бляшанки». Напис зберігся і в британському та австралійському накладах, а більшість квадрофонічних видань змінили нотатку в правому верхньому куті на таку: «У славному стереофонічному звучанні; може також прослуховуватись на стерео та моно-бляшанках». На деяких британських виданнях до того ж ще спереду була етикетка, яка повідомляла, що це квадрофонічне видання «для людей з чотирма вухами».
Невелике есе про реставрацію та ремастеринг альбому, яке супроводжувало лімітоване CD-видання з нагоди 25-ї річниці, завершувалося словами: «… але (він) все ще не може бути програний на старих бляшанках». Подібним чином на перевиданий альбом «Tubular Bells 2003» також перенесли оригінальне попередження, додавши курсивом слова «все ще».
Подібне гумористичне «застереження» з’явилося і в альбомі Олдфілда «Amarok»:
«Цей запис може бути небезпечним для здоров’я глухуватих роззяв. Якщо ви страждаєте на це, негайно проконсультуйтеся зі своїм лікарем.»

## Еволюція звучання

Кольорова етикетка вінілової платівки «Tubular Bells»

### Вініл
Існують чотири відомі варіанти вінілового видання «Tubular Bells»:
1. Стандартна чорна вінілова версія, з каталоговим номером V2001 (біла або зелена етикетка із зображенням близнюків, сторона А – 25:00). Саме таким вийшло і вінілове перевидання 2009-го року, як частина серії «Назад до чорного» (Back to Black).
2. Чорна вінілова стерео-версія, з каталоговим номером VR 13-105 (біла етикетка з кольоровим зображенням близнюків). Це оригінальна північноамериканська версія альбому, дистрибуцію якої виконував лейбл «Atlantic Records».
3. Чорна вінілова квадрофонічна версія, з каталоговим номером QV2001. Перші 40 тисяч копій цього випуску насправді були не квадрофонічними, а підробленими версіями стерео-видання. Але вже всі наступні копії є дійсно квадрофонічними. На жаль, на етикетках жодної інформації про невідповідність не було.
4. Вінілова платівка з вшитим зображенням, з каталоговим номером VP2001. Це стерео-ремікс квадрофонічної версії, єдина відмінність – в звучанні «Reed and Pipe Organ» під час церемонії представлення інструментів. Ця версія з’явилася в збірці «Boxed».

### CD/DVD
Існує безліч різних варіантів запису альбому, доступних на CD. Деякі з відомих це:
- CD з оригінальним стерео-міксом.
- Альбом «Boxed» на CD з стерео-реміксом квадрофонічної версії.
- Видання 2000-го року (HDCD) – ремастеринг альбому.
- Видання у форматі SACD, яке містить ремастеринг та квадромікс «Boxed».
- У 2009-му році було видано два нових мікси, CD стерео-мікс та DVD (Dolby Digital) 5.1 мікс з об’ємним звуком.

## Позиції в чартах, нагороди та сертифікація
«Tubular Bells» залишався в британських чартах протягом 279 тижнів, піднімаючись сходинками впевнено, але повільно, за перший рік так і не досягнувши вершини. Номером один «Tubular Bells» став, змістивши «Hergest Ridge», другий альбом Олдфілда, що займав першу сходинку протягом трьох тижнів. Це зробило Майка Олдфілда одним з трьох артистів Великої Британії, які на вершині чартів альбомів перемогли самі себе.
У Великій Британії було продано більше, ніж 2 630 000 копій альбому, і за деякими даними – 15-17 мільйонів примірників у світі. В США альбом став золотим, а Майк Олдфілд в 1974 році отримав «Греммі» за найкращу інструментальну композицію.
50-те ювілейне видання британського музичного журналу «Music Week» розмістило альбом «Tubular Bells» на 35-й сходинці в рейтингу альбомів Великої Британії 1959-2009 років, які мали найбільші продажі.
В спеціальному випуску британських музичних журналів «Q» та «Mojo» «Пінк Флойд та історія прогресивного року» альбом розмістився на 9-й позиції в переліку «40 альбомів космо-року».
У Великій Британії з часу релізу альбом потрапляв до чартів кожне десятиліття, із найостаннішого – позиція під номером 66 в 2012 році.

### Першість в чартах
| Рік  | Чарт                                      | Позиція |
| ---- | ----------------------------------------- | ------- |
| 1974 | Australian Kent Music Report Albums Chart | 1       |
| 1974 | UK Albums Chart                           | 1       |
| 1974 | RPM                                       | 1       |

### Продажі та сертифікація
| Країна          | Вища позиція | Сертифікація   | Продажі   | Д.            |
| --------------- | ------------ | -------------- | --------- | ------------- |
| Австралія       | 1            | 10× Платиновий | 700 000   | [ 14 ] [ 17 ] |
| Велика Британія | 1            | 7× Платиновий  | 2 630 747 | [ 15 ] [ 18 ] |
| Канада          | 1            | 2× Платиновий  | 200 000   | [ 16 ] [ 19 ] |
| Іспанія         | 86           | —              | —         | [ 20 ]        |
| Нідерланди      | 2            | Золотий        | 50 000    | [ 21 ]        |
| Німеччина       | 37           | —              | —         | [ 22 ]        |
| Нова Зеландія   | 25           | —              | —         | [ 23 ]        |
| США             | 3            | Золотий        | 500 000   | [ 24 ] [ 25 ] |
| Франція         | —            | Золотий        | 200 000   | [ 26 ]        |

## Сингл
Перший виданий з альбому сингл був створений лейблом Atlantic Records, офіційним дистриб’ютором в США. Цю версію було змонтовано з фрагментів першої частини альбому, але Олдфілд на це свого дозволу не давав. Сингл був виданий лише в США, де його найвищою рейтинговою позицією став 7-й номер чарту Billboard Hot 100 11 травня 1974 року.
Першим британським 7-ми дюймовим синглом був «Mike Oldfield's Single», виданий Майком Олдфілдом в червні 1974 року. На стороні А – перезапис фрагменту «bagpipe guitars» («гітар зі звучанням волинки») другої частини «Tubular Bells» з гобоєм як основним інструментом, на стороні В – «Froggy Went A-Courting». Цей сингл було включено до перевидання «Tubular Bells», зробленого «Mercury» в 2009 році.

## Демо-версія
Олдфілд зробив демо-записи «Tubular Bells» в 1971 році в своїй квартирі в Тоттенхемі (Лондон) на позиченому у Кевіна Оєрса магнітофоні «Bang & Olufsen Beocord 1/4"». Йому вдалося зробити накладення записів своєї гри на різних інструментах завдяки блокуванню картоном та липкою стрічкою головки стирання. Демо, названі «Tubular Bells Long», «Caveman Lead-In», «Caveman», «Peace Demo A» та «Peace Demo B», з’явилися в «Tubular Bells 2003» – DVD-Audio-версії «Tubular Bells».
Демо Олдфілда 1971-го року з’явилися і в перевиданні «Tubular Bells» в 2009 році (лімітоване видання «Mercury»), яке також містило мікс фрагментів альбому весни 1973-го року.

## Серія альбомів «Tubular Bells»
«Tubular Bells» можна вважати першим з «серії» альбомів, яку продовжили «Tubular Bells II» (1992), «Tubular Bells III» (1998) та «The Millennium Bell» (1999). Нарешті, в 2003 році, Олдфілд видав «Tubular Bells 2003» – перезапис оригінального «Tubular Bells» з використанням новітніх цифрових технологій та деякими «правками» недоліків, які він помітив у першому виданні альбому. Відмінністю цієї версії є заміна оповіді покійного Віва Стеншолла наново записаною у виконанні Джона Кліза. Також ще є новий мікс оригінального альбому в перевиданні «Mercury» 2009 року.
Крім того до серії альбомів «Tubular Bells» слід додати: квадрофонічну версію 1975 року («для людей з чотирма вухами», як написано на обкладинці, квадромікс пізніше було використано для багатоканальної частини релізу у форматі SACD); оркестрову версію того ж року («The Orchestral Tubular Bells» з Девідом Бедфордом) та різні записи «живого» виконання – повну версію можна знайти в подвійному альбомі з «живим» виконанням «Exposed» (1979).

### Студійні записи
- «Tubular Bells» (1973)
- «The Orchestral Tubular Bells» (оркестрова версія; 1975)
- «Tubular Bells II» (1992)
- «Tubular Bells III» (1998)
- «The Millennium Bell» (1999)
- «Tubular Bells 2003» (2003)

### Збірки
- «The Best of Tubular Bells» (2001)
- «The Complete Tubular Bells» (2003)

## Комп’ютері ігри

### Commodore 64
За підтримки софтверної компанії «CRL» та дистриб’ютора «Nu Wave» Майк Олдфілд в 1986 році видав інтерактивну версію альбому для домашнього комп’ютера Commodore 64, яка використовувала звукову мікросхему SID для відтворення спрощеного переаранжування альбому, у супроводі деяких простих візуальних 2D-ефектів.
«Інтерактивність» альбому/програми обмежувалася контролем швидкості та кількості візуальних ефектів, регулюванням гучності звуку та фільтрації, а також переходом до будь-якої частини альбому.

### «Maestro»
У 2004 році Олдфілд запустив проєкт віртуальної реальності під назвою «Maestro» з музикою з перезаписаного альбому «Tubular Bells» («Tubular Bells 2003»). Оригінальна назва цієї гри – «The Tube World». Це друга гра, що вийшла під маркою «MusicVR», першою була «Tres Lunas». Проєкт «MusicVR» був представлений, як віртуальна пригода в реальному часі, яка поєднує зображення та музику, і при цьому є ненасильницькою та, що найголовніше, грою без певної мети.